# France Industrie
France Industrie – jest największą organizacją przemysłową we Francji.
Została założona w 2018 roku. Jej celem jest promowanie przemysłu we Francji oraz reprezentowanie sektora i jego członków.
W 2020 r. organizacja liczy 67 członków, w tym 44 duże francuskie przedsiębiorstwa publiczne i prywatne oraz 23 sektorowe stowarzyszenia branżowe.

## Prezydenci Confindustrii
- 2018–2020 : Philippe Varin
- 2020–? : Alexandre Saubot